# Крамчанинов, Иван Петрович
Ива́н Петро́вич Крамчани́нов (1922—1990) — майор Советской Армии, участник Великой Отечественной войны, Герой Советского Союза (1945).

## Биография
Иван Крамчанинов родился 3 марта 1922 года в Белгороде. Окончил среднюю школу. В январе 1941 года Крамчанинов был призван на службу в Рабоче-крестьянскую Красную Армию. В 1943 году он окончил Омское пехотное училище. С марта того же года — на фронтах Великой Отечественной войны. Участвовал в Курской битве, был ранен. Вернувшись из госпиталя, участвовал в освобождении Белорусской ССР и Польши, вновь был ранен. К январю 1945 года старший лейтенант Иван Крамчанинов командовал стрелковой ротой 8-й мотострелковой бригады 9-го танкового корпуса 33-й армии 1-го Белорусского фронта. Отличился во время Висло-Одерской операции.
Рота Крамчанинова первой переправилась через реку Варта и, ворвавшись в немецкие траншеи, уничтожила около 200 солдат и офицеров противника. Во время боя за город Калиш Крамчанинов поднял свою роту в атаку и первым ворвался в город. 29 января 1945 года рота переправилась через Одер и приняла активное участие в боях за захват и удержание плацдарма на его западном берегу.
Указом Президиума Верховного Совета СССР от 24 марта 1945 года за «образцовое выполнение боевых заданий командования на фронте борьбы с германским фашизмом и проявленные при этом отвагу и геройство» старший лейтенант Иван Крамчанинов был удостоен высокого звания Героя Советского Союза с вручением ордена Ленина и медали «Золотая Звезда» за номером 7409.
В июне 1946 года в звании майора Крамчанинов был уволен в запас. Вернулся в Белгород. После окончания Высшей школы профсоюзного движения работал председателем областного комитета профсоюза рабочих автомобильной промышленности и шоссейных дорог. Умер 18 января 1990 года, похоронен на кладбище Ячнево в Белгороде.
Был также награждён двумя орденами Отечественной войны 1-й степени, орденами Отечественной войны 2-й степени и Красной Звезды, рядом медалей.
В честь Крамчанинова названа школа и установлен бюст в Белгороде.